# Sumu-abum
Sumu-abum (oder Sūmu-Abum) war als Gründer der 1. Dynastie von Babylonien von 1894 bis 1881 v. Chr. (mittlere Chronologie) babylonischer König. Es gibt nur wenige Informationen über ihn. Sein Name und einige soziologische Strukturmerkmale des von ihm errichteten Königreichs deuten darauf hin, dass er westsemitischer Herkunft war. Aber ob er, wie vor ihm Išbi-Erra, früher im Dienst eines anderen mesopotamischen Staates stand, ist nicht geklärt.
Einen Großteil seiner vierzehnjährigen Regierungszeit verbrachte Sumu-abum damit, Babylon nicht nur durch Befestigungsanlagen zu stärken, sondern auch durch die auf militärischem oder diplomatischem Weg vollzogene Unterwerfung mehrerer anderer Städte, vor allem Kiš und Sippar. Eine frühe Königsliste setzt seine Regierungszeit in die von Ilu-šūma aus Assyrien.